# Benjamin Wolff (Rabbiner)
Benjamin Wolff (geboren am 11. September 1976; gestorben am 24. April 2020 in Hannover) war ein deutscher Rabbiner.
Benjamin Wolff kam mit seiner Familie aus Israel nach Hannover, um „das Judentum in Hannover zu entwickeln“ und vergessene Traditionen zu lehren. Im Jahre 2005 gründete er das Jüdische Bildungszentrum Chabad Lubawitsch Hannover.
Er war außerordentliches Mitglied der Orthodoxen Rabbinerkonferenz Deutschlands (ORD) und unterstützte dort das Beth Din.
Benjamin Wolff hinterlässt seine Frau Shterna und acht Kinder.
Er wurde auf dem Jüdischen Friedhof in Hannover-Bothfeld beigesetzt.